# Naji Abu Nowar
Naji Abu Nowar (em árabe: ناجي أبو نوار) é um cineasta anglo-jordaniano. Foi indicado ao Oscar de melhor filme estrangeiro na edição de 2016 pela realização da obra Theeb.

## Filmografia
- Theeb (2015)
- Till Death (2012)
- Death of a Boxer (2009)